# ダビデ・ジャンノーネ
ダビデ・ジャンノーネ（Davide Giazzon、1986年1月16日 - ）は、イタリアのラグビーユニオン指導者。現在ラグビー・ロヴィーゴ・デルタのヘッドコーチを務めている。

## プロフィール
- イタリア・ヴェネツィア出身[1]。
- ポジションはフッカー(HO)。
- 身長 183cm、体重 108kg
- U20イタリア代表に選ばれたことがある。
- イタリア代表通算キャップ数は29でワールドカップ2015のイタリア代表に選ばれた[2]。

## 略歴
ゼブレ、ベネットン・トレヴィーゾを経て、2017年、モリアーノに加入。同年、現役を引退した。
その後ヴィッロルバ・ロヴィーゴ・デルタのコーチを歴任して、2024年、ロヴィーゴ・デルタのヘッドコーチに昇格。